# Ilonka Karasz
Ilonka Karasz (Budapest, 13 de julio de 1896-Warwick, 26 de mayo de 1981) fue una diseñadora e ilustradora húngaro-estadounidense conocida por el diseño industrial de vanguardia y por sus numerosas portadas de la revista The New Yorker.

## Primeros años y educación
Karasz nació en Budapest, siendo la mayor de los tres hijos de Mary Huber Karasz y el platero Samuel Karasz. Una de sus hermanas menores fue la diseñadora de moda y artista textil Mariska Karasz. Estudió arte en la Real Academia de Artes y Oficios durante un período en el que la estética reinante le debía mucho a la Wiener Werkstätte, siendo una de las primeras mujeres admitidas en dicha escuela. Emigró a los Estados Unidos en 1913, con 17 años, y comenzó su carrera en Greenwich Village, en Nueva York, donde se estableció como una influyente practicante del arte y el diseño modernos. En 1914, Karasz cofundó, junto con Winold Reiss, el colectivo de artistas europeo-americanos Society of Modern Art, y poco después recibió el encargo de crear la publicidad de los grandes almacenes Bonwit Teller. 

## Trayectoria

### Diseño industrial y textil
Durante su adolescencia, Karasz fue profesora de diseño textil en la Escuela de Arte Moderno, una institución fundada en 1915, donde enseñó junto a Marguerite y William Zorach. Karasz y otros artistas y diseñadores nacidos en Europa, como Winold Reiss, fundaron la Sociedad de Arte Moderno en 1914. La organización publicó Modern Art Collector, que incluía gran parte de los primeros diseños de Karasz. Su primer trabajo presentado en la revista fue un cartel teatral con motivos de tablero de ajedrez, un estilo gráfico común en Austria y Alemania. La publicación también mostró sus diseños florales audaces y estilizados, el diseño de portadas, ilustraciones de libros, tipografías y paneles decorativos.
Karasz fue la directora fundadora de Design Group, una empresa de diseñadores industriales, artesanos y artistas. Desde la década de 1910 hasta la de 1960, sus diseños -inspirados a partes iguales en el arte popular y el arte moderno- se plasmaron en una gran variedad de tejidos, papel pintado, alfombras, cerámica, muebles, platería y juguetes. Entre 1916 y 1918 obtuvo varios premios y visibilidad por los diseños textiles que presentó a los concursos de la revista de moda Women's Wear. Ya en 1918 se referían a ella como «una de las mejores diseñadoras de textiles modernos». En 1950 era considerada como una de las principales diseñadoras de papel pintado de Estados Unidos, conocida por experimentar con diferentes métodos de transferencia y estratificación de imágenes. En la década de 1950, fue una de las pocas artistas seleccionadas por el fabricante de aluminio Alcoa para experimentar con el uso del aluminio en los revestimientos murales.
Karasz realizó trabajos textiles a lo largo de su carrera para fabricantes de Estados Unidos, como Mallinson, Schumacher, Lesher-Whitman, Dupont-Rayon, Schwarzenbach y Huber, Cheney, Susquehanna Silk Mills, Standard Textile y Belding Brothers. Uno de sus diseños más exitosos, Oak Leaves, fue encargado por Lesher-Whitman y apareció en muchas publicaciones sobre diseño moderno y textiles contemporáneos. Los compañeros de Karasz la consideraban una pionera de los tejidos modernos en Estados Unidos, un campo que muchos creativos textiles evitaban por la exigencia de tener que entender telar de Jacquard.
Karasz se adentró en una serie de campos poco habituales relacionados con el diseño y la producción textil. Fue conocida como pionera de los diseños textiles modernos que requerían el uso del telar Jacquard, y se convirtió en una de las pocas mujeres que diseñó textiles para aviones y coches. A finales de la década de 1920, la empresa Dupont-Rayon la contrató para mejorar la textura y el tacto del rayón y, en general, para elevar los estándares de producción de este material, que entonces era novedoso. A lo largo de su carrera, Karasz experimentó con muchos materiales y procesos de fabricación novedosos. Su trabajo para F. Schumacher and Company en 1929 se empleó en un avión Fokker.
La actividad de Karasz en el campo del mobiliario y la orfebrería fue más intensa a finales de la década de 1920 y en la de 1930. Sus muebles eran a menudo rectilíneos y marcadamente planos, inspirados en el movimiento europeo De Stijl; también diseñó varias piezas multifuncionales. En 1928 fue incluida en una exposición europea-estadounidense organizada por los grandes almacenes Macy's de Nueva York, junto a diseñadores destacados como Kem Weber, Bruno Paul y Josef Hoffmann. En otra exposición de 1928, organizada por la American Designers' Gallery de Nueva York, fue la única mujer a la que se le encomendó el diseño de una habitación completa, diseñando tanto un estudio modelo como una habitación infantil. Esta última se considera posiblemente la primera guardería moderna diseñada en Estados Unidos, y Karasz la completó con varios diseños posteriores de guarderías que presentaban prácticos muebles convertibles y telas lavables. Sus diseños de guarderías se centraban en dar al niño "una sensación íntima de poseer una habitación en lugar de ser poseído por ella". Habitaciones que permitían a los niños explorar y desarrollar sus capacidades intelectuales, gestuales y espaciales. También trató de incorporar elementos que ayudaran a los niños más pequeños a aprender, como los pomos codificados por colores en las cómodas. Su estética de diseño simple para los muebles reflejaba la importancia de diseñar para la producción en masa.
Entre 1934 y 1937, Karasz diseñó y decoró vajillas de cerámica para Buffalo Pottery.

### Ilustración
Durante la parte de su carrera dedicada a la ilustración, Karasz era conocida como la "pintora ermitaña". Este apodo, sin embargo, no refleja el constante trabajo que realizó para varias publicaciones de Greenwich Village y la influencia que tuvo en sus colegas. Karasz pintó portadas para The New Yorker entre 1924 y 1973. A lo largo de esas seis décadas realizó un total de 186 portadas del New Yorker, muchas de ellas con alegres viñetas de la vida cotidiana contempladas desde arriba y dibujadas con singulares combinaciones de colores. También creó portadas e ilustraciones para revistas de vanguardia -como Bruno's Weekly, de Guido Bruno, Modern Art Collector y Playboy: A Portfolio of Art and Satire- y para libros infantiles como The Heavenly Tenants. Menos conocidos son los numerosos mapas que creó, sobre todo para libros, pero también como portadas de revistas.

## Galería

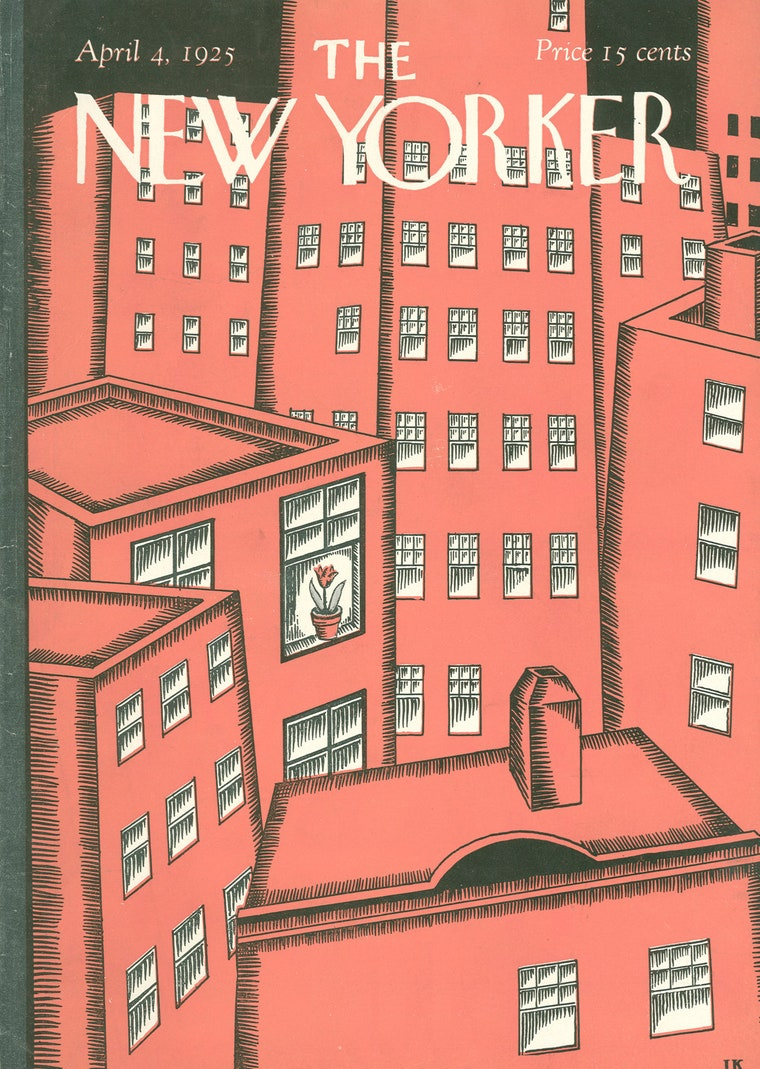
Primera portada de Karasz para The New Yorker, 4 de abril de 1925
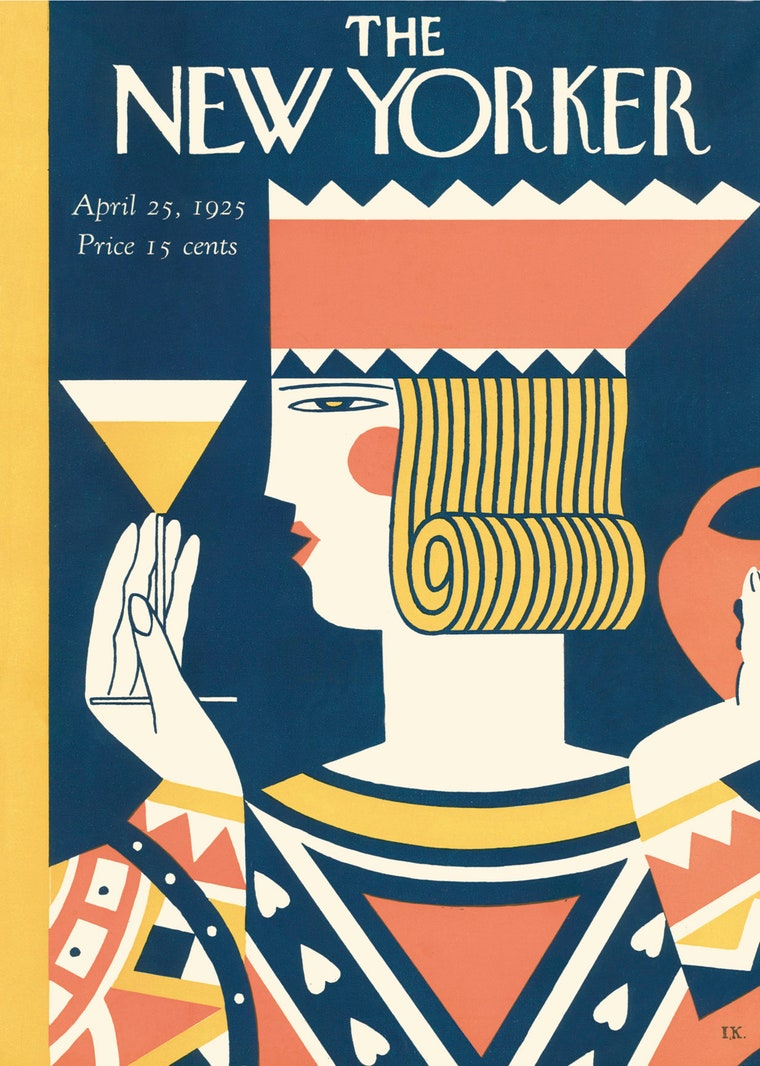
Portada de Karasz para The New Yorker, 25 de abril de 1925
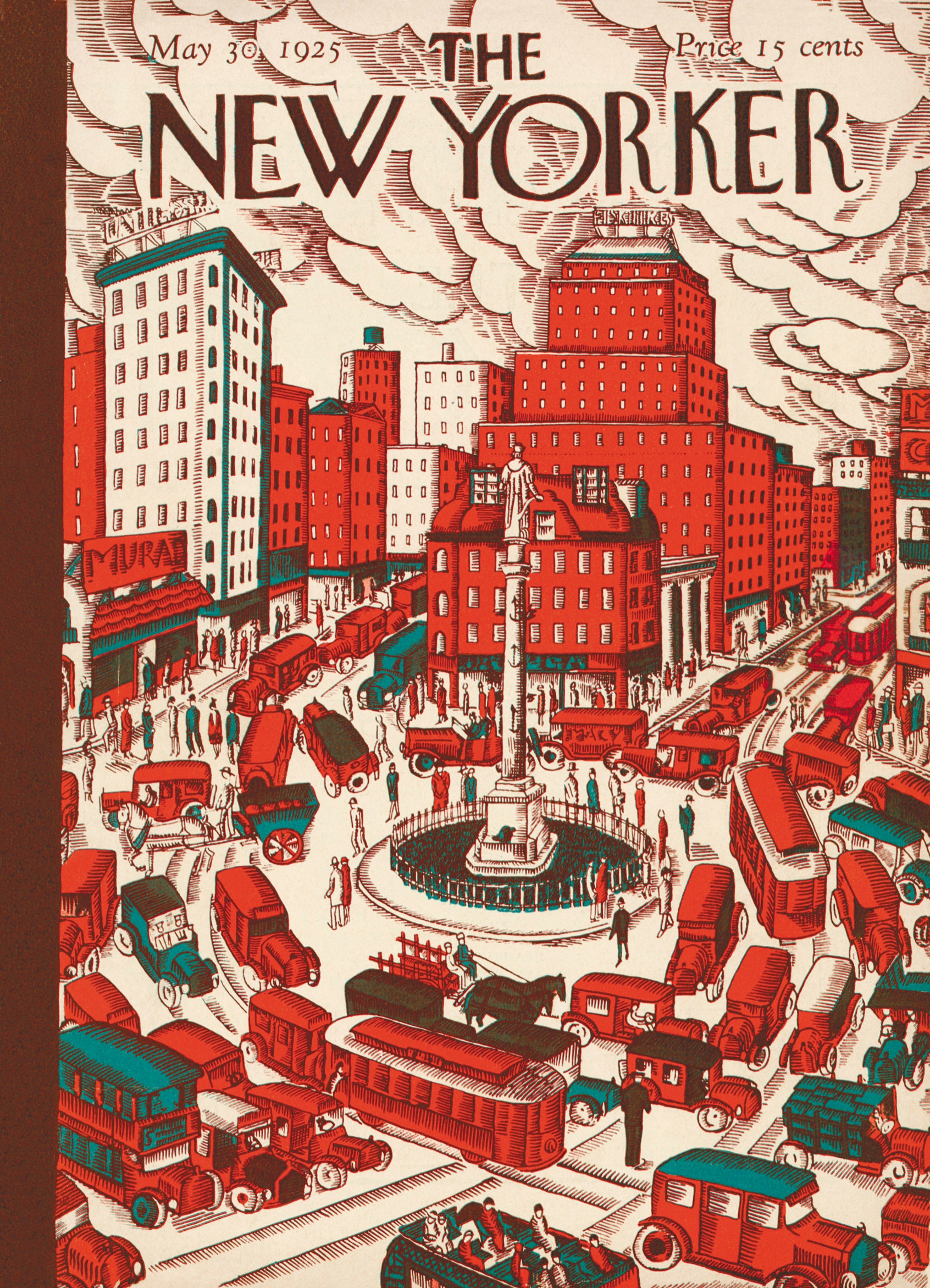
Portada de Karasz para The New Yorker, 30 de mayo de 1925
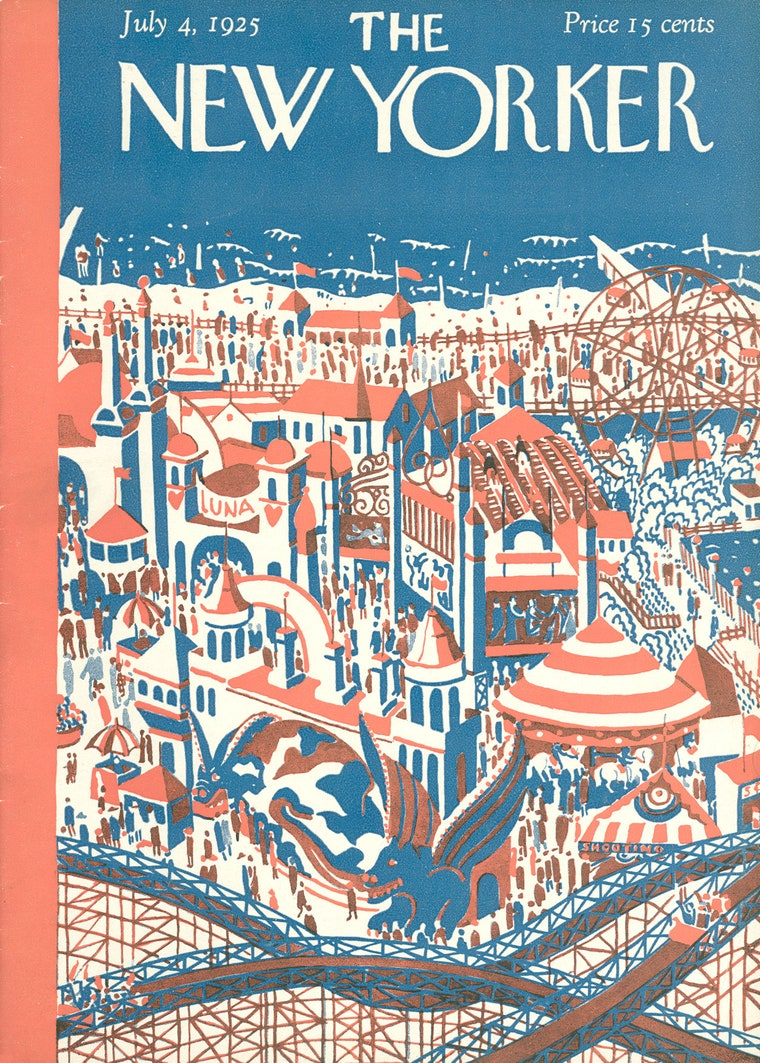
Portada de Karasz para The New Yorker, 4 de julio de 1925
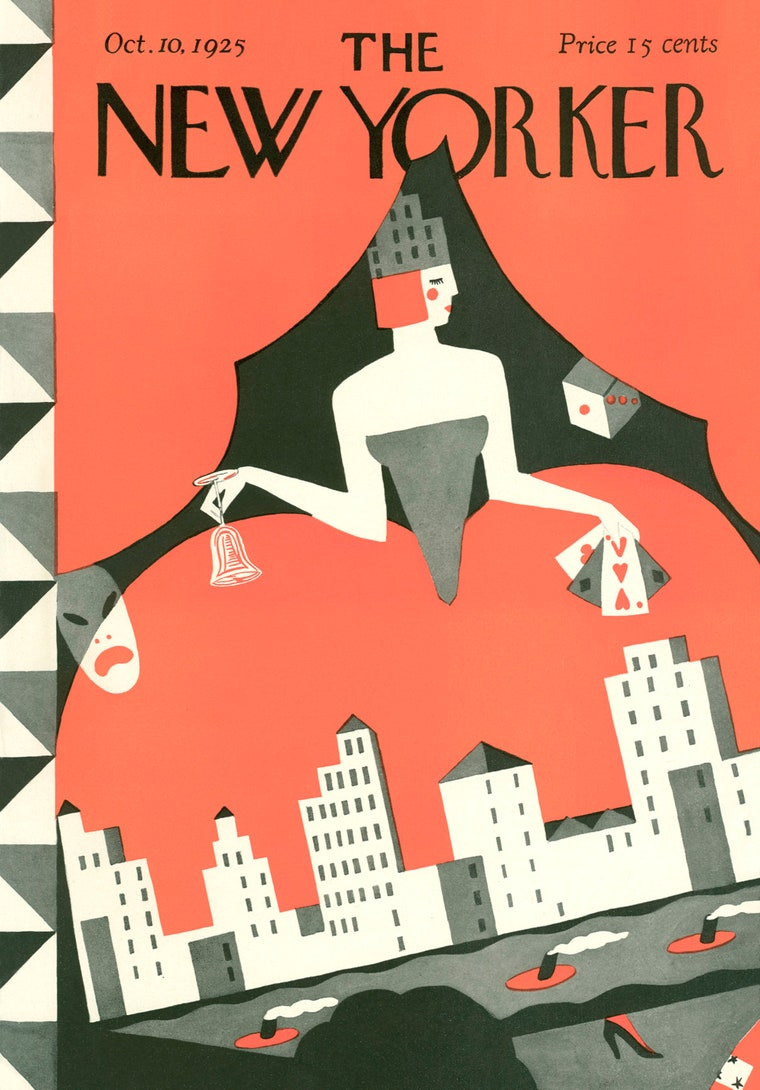
Portada de Karasz para The New Yorker, 10 de octubre de 1925
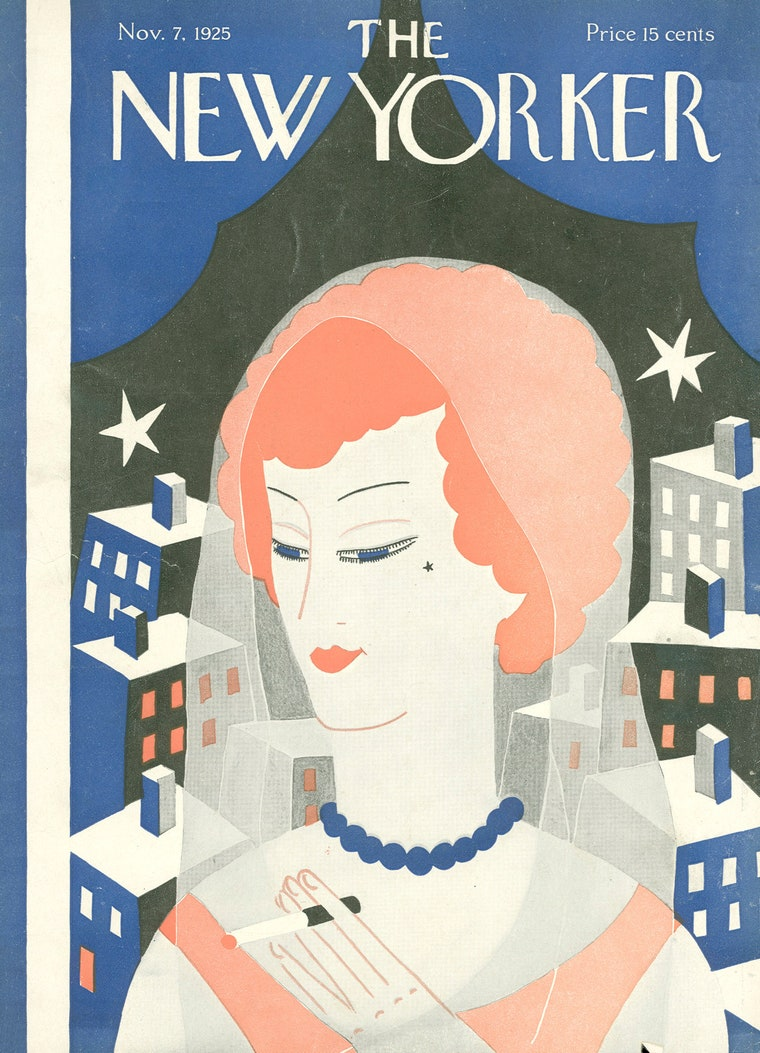
Portada de Karasz para The New Yorker, 7 de noviembre de 1925
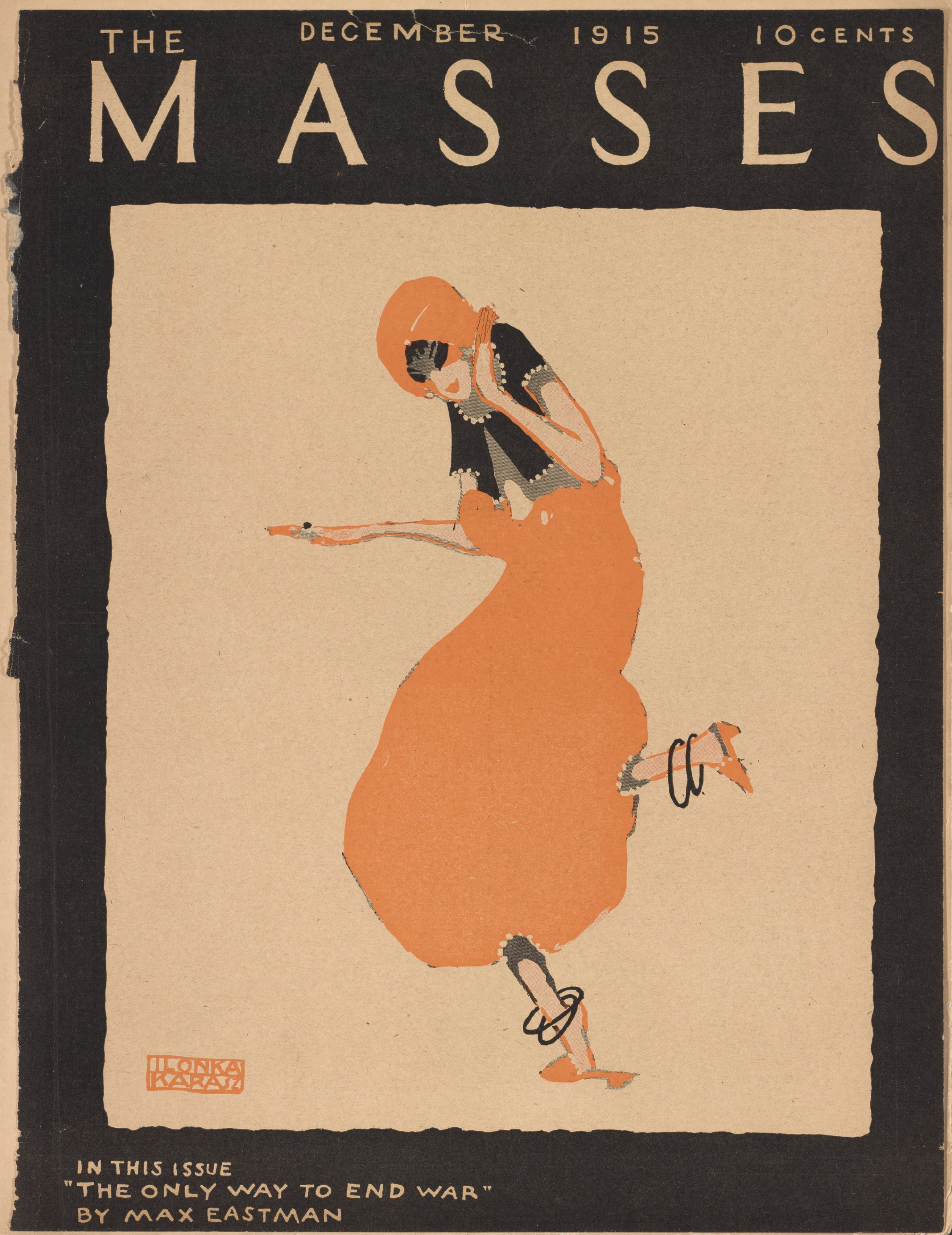
Ilustración de Karasz para la revista The Masses, diciembre de 1915
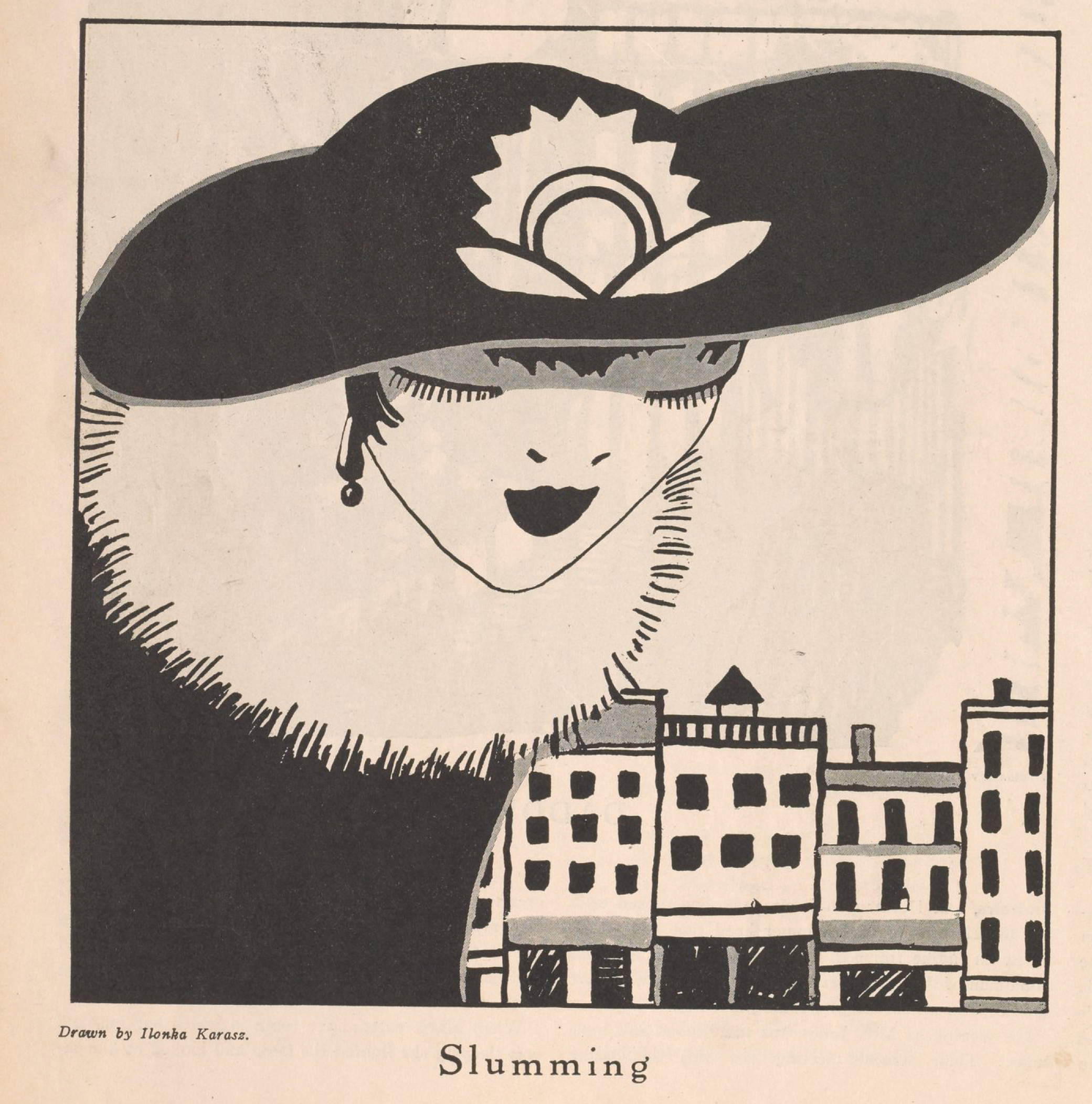
Ilustración de Karasz para la revista The Masses, abril de 1916
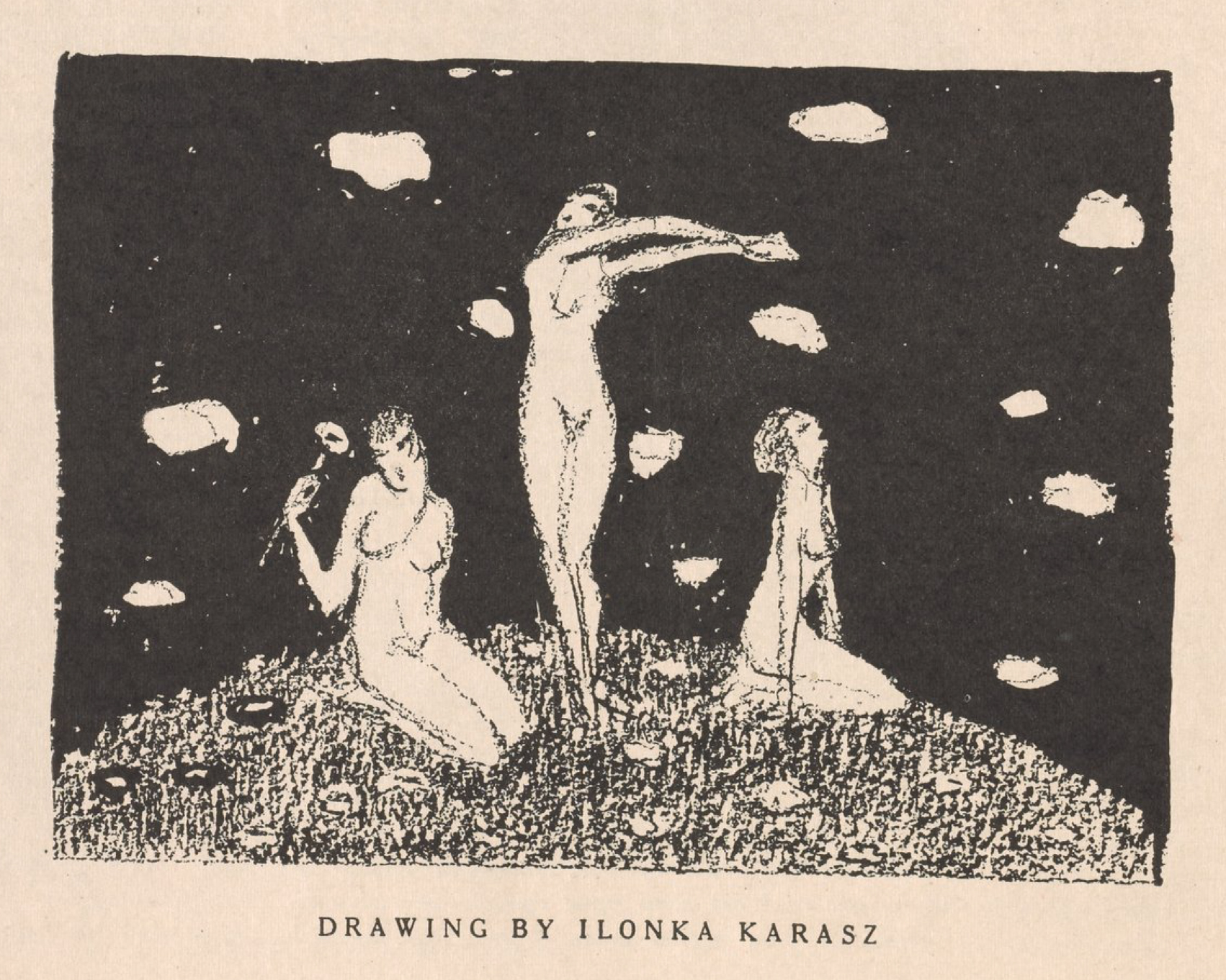
Ilustración de Karasz para la revista The Masses, diciembre de 1915
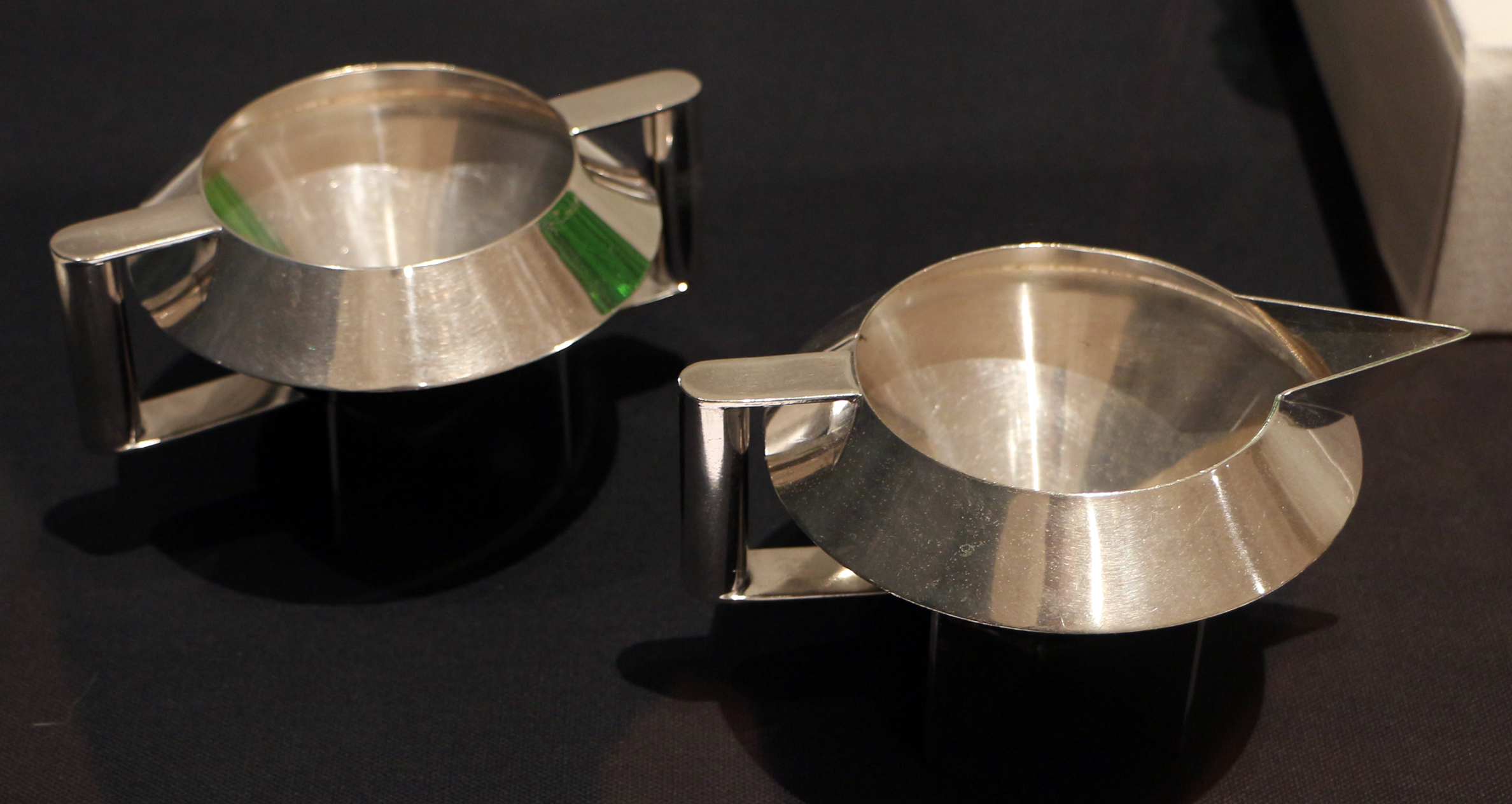
Trabajo en metal de Karasz, c. 1928
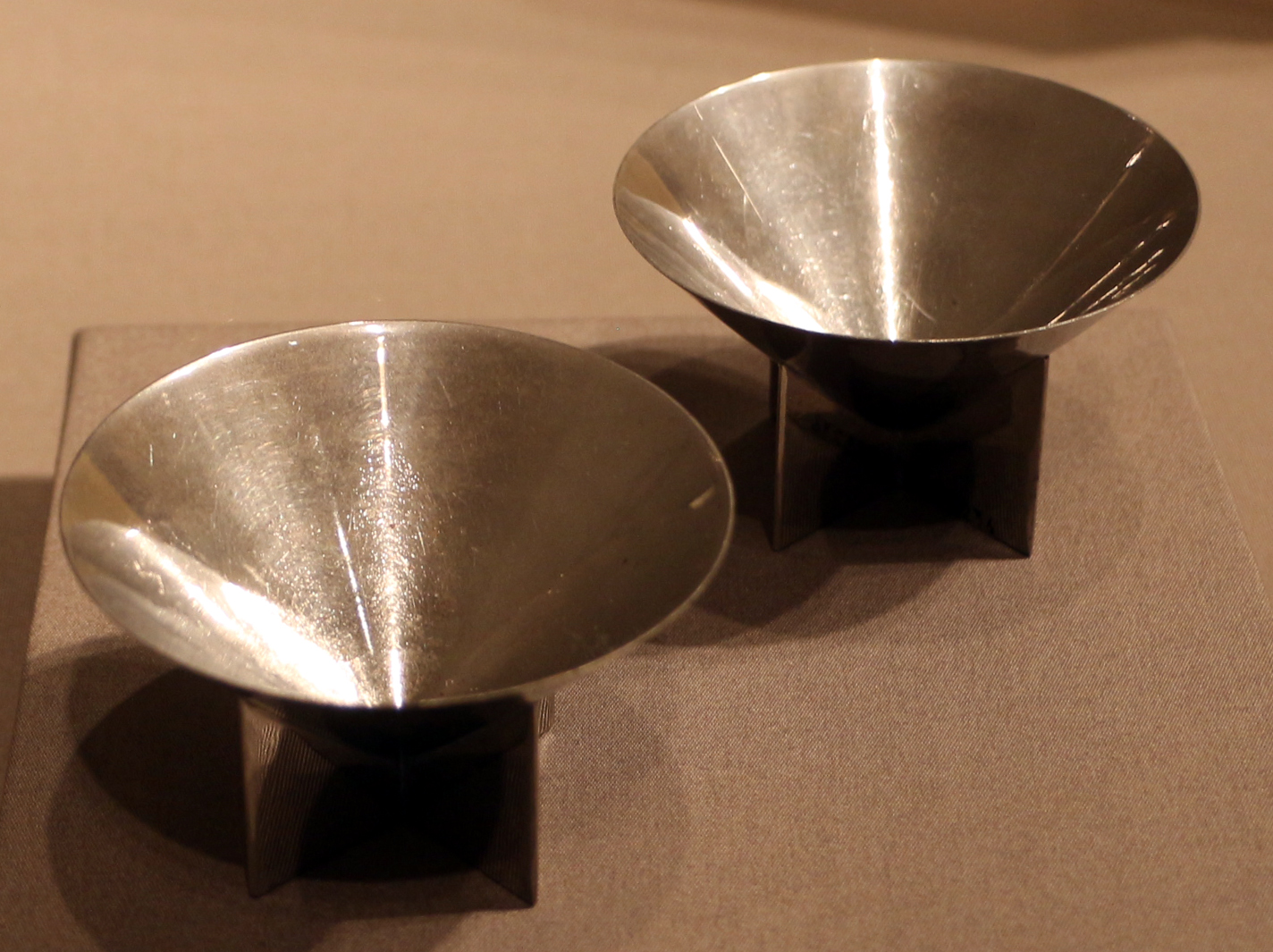
Trabajo en metal de Karasz en el Instituto de Arte de Chicago, c. 1928
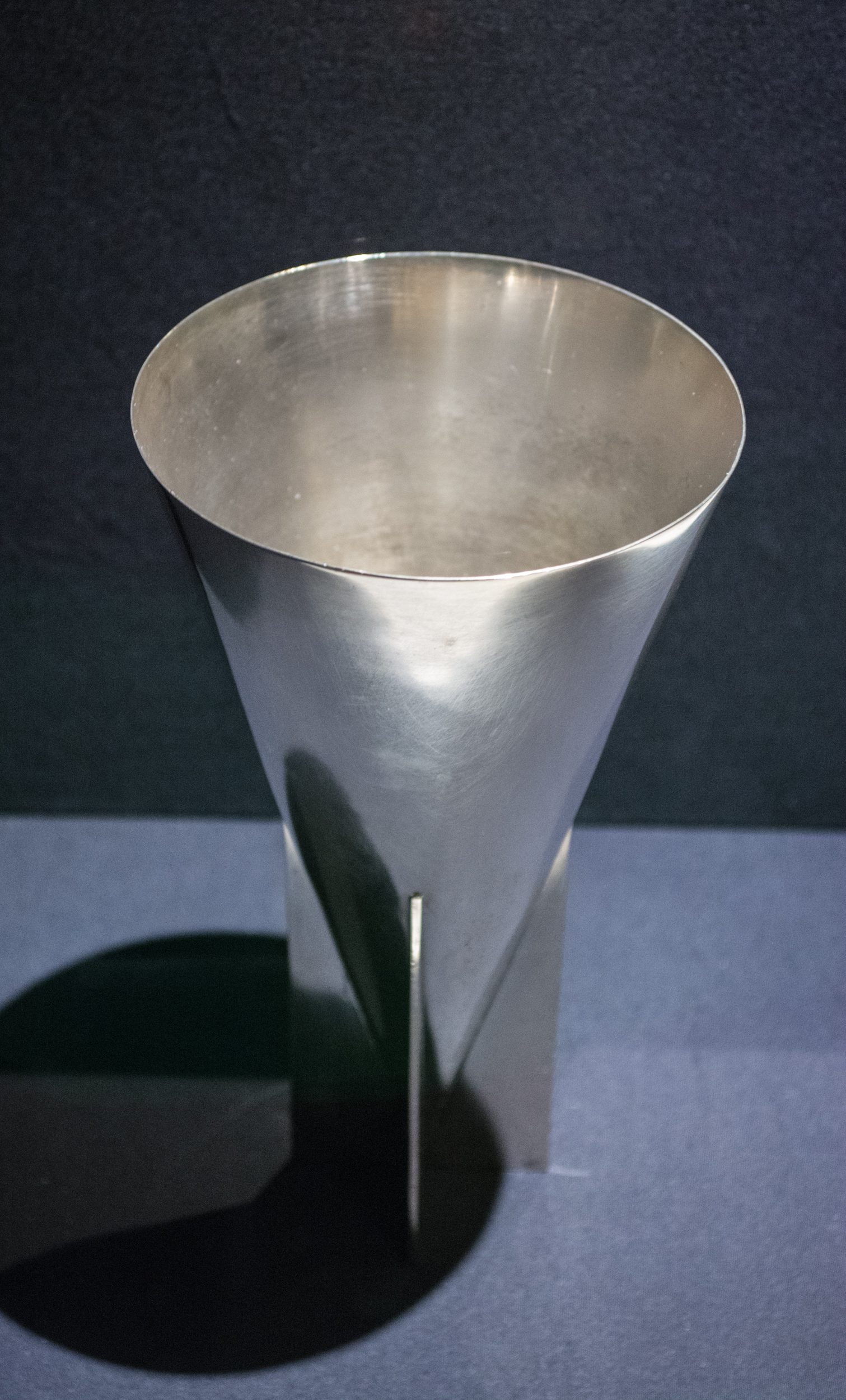
Jarrón

## Vida personal
En 1920 Karasz se casó con el químico holandés Willem Nyland (fallecido en 1975), con quien tuvo dos hijos. Construyeron una casa en Brewster, Nueva York, donde Karasz vivió la mayor parte de su vida y que apareció en una publicación de 1928 en la revista House Beutiful. La pareja vivió en Java entre 1929 y 1931, donde Karasz complementó su mezcla ecléctica de muebles modernos y tradicionales con murales que rindieron homenaje al follaje tropical de la zona.

## Fallecimiento y legado
Karasz murió en la casa de su hija en Warwick, Nueva York, siete semanas antes de cumplir 85 años. Un año después de su muerte, la galería Fifty / 50 de Nueva York montó una muestra individual de su trabajo. En 2003, el Museo de Arte de Georgia llevó a cabo una retrospectiva de sus pinturas, grabados y dibujos titulada «Enchanting Modern: Ilonka Karasz, 1896–1981». Varias docenas de sus dibujos y libros de muestra para papel tapiz, alfombras y artículos de metal se encuentran en la colección del Museo Nacional de Diseño Cooper-Hewitt.